# Ayla Kell
Ayla Marie Kell (Los Angeles, 7 ottobre 1990) è un'attrice e ballerina statunitense. È conosciuta soprattutto per il ruolo di Payson Keeler in Make It or Break It - Giovani campionesse.

## Biografia
Durante l'infanzia Kell ha studiato balletto ed ha danzato con l'American Ballet Theatre al Kodak Theatre di Hollywood nei panni di Greta in Lo schiaccianoci. All'età di quindici anni si è diplomata presso la Royal Academy of Dance ed ha gareggiato per lo Youth America Grand Prix a New York. Kell è inoltre comparsa in numerose campagne pubblicitarie internazionali per la Disney, Sony, Mattel, e Pringles.
Oltre alla danza ed alla recitazione, Ayla Kell è una pasticciera certificata.

## Filmografia

### Cinema
- Codice Omega (The Omega Code), regia di Robert Marcarelli (1999)
- Un allenatore in palla (Rebound), regia di Steve Carr (2005)
- Disastro a Hollywood (What Just Happened?), regia di Barry Levinson (2008)
- Walt prima di Topolino (Walt Before Mickey), regia di Khoa Le (2015)

### Televisione
- Malcolm - serie TV, episodio 5x19 (2004)
- Weeds - serie TV, episodio 1x05 (2005)
- Senza traccia (Without a Trace) - serie TV, episodio 5x22 (2007)
- CSI: Miami - serie TV, episodio 7x03 (2008)
- Leverage - Consulenze illegali (Leverage) - serie TV, episodio 4x10 (2011)
- Make It or Break It - Giovani campionesse (Make It or Break It) - serie TV, 48 episodi (2009-2012)
- Melissa & Joey - serie TV, 2 episodi (2015)

## Doppiatrici italiane
Nelle versioni in italiano delle opere in cui ha recitato, Ayla Kell è stata doppiata da:
- Emanuela Damasio in Leverage - Consulenze illegali
- Elena Perino in Make It or Break It - Giovani campionesse